# Hungría en los Juegos Olímpicos de Sarajevo 1984
Hungría estuvo representada en los Juegos Olímpicos de Sarajevo 1984 por un total de 9 deportistas que compitieron en 4 deportes.  
El portador de la bandera en la ceremonia de apertura fue el biatleta Gábor Mayer. El equipo olímpico húngaro no obtuvo ninguna medalla en estos Juegos.